# Privéjet

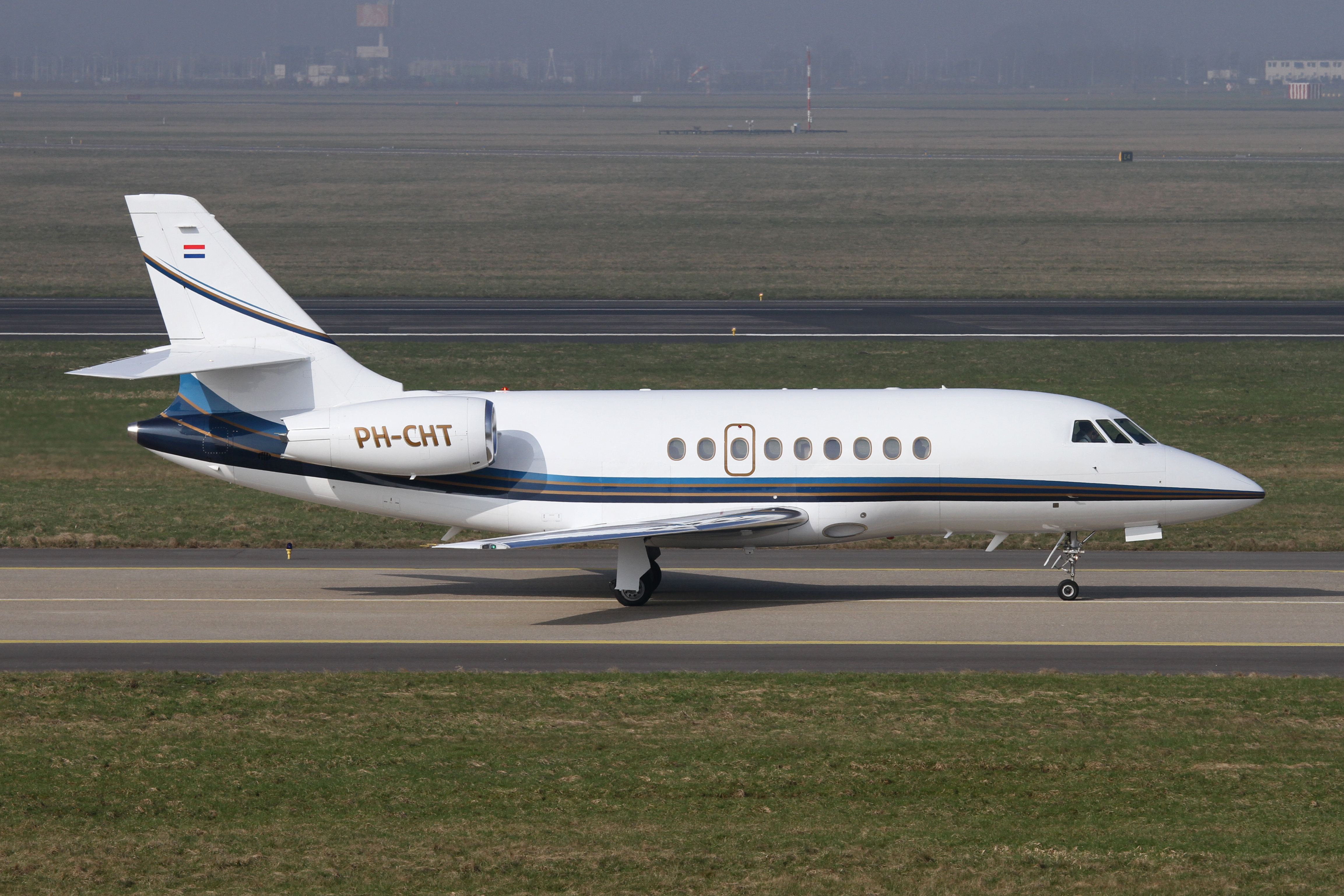
Falcon 2000EX

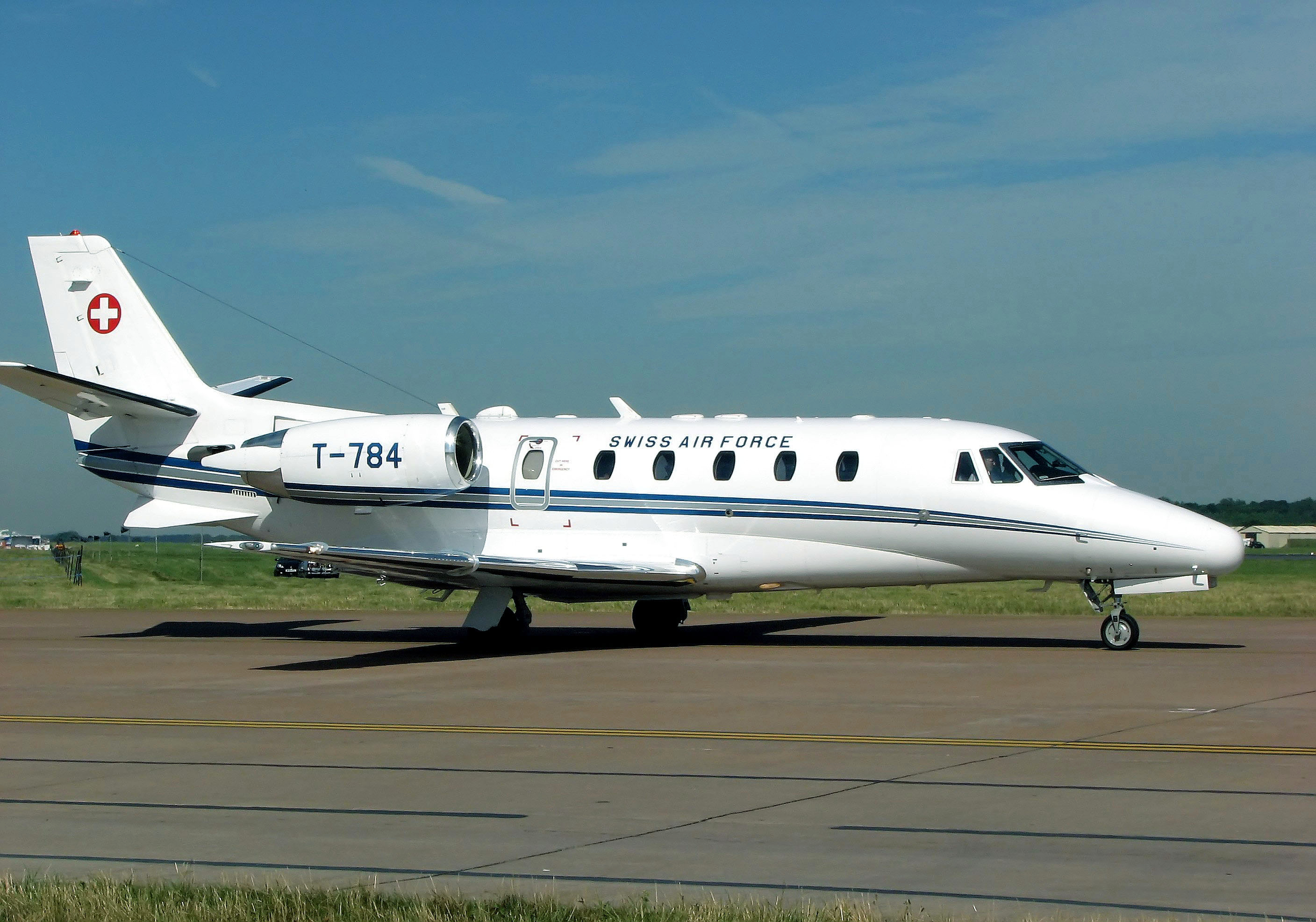
Cessna 560XL Citation

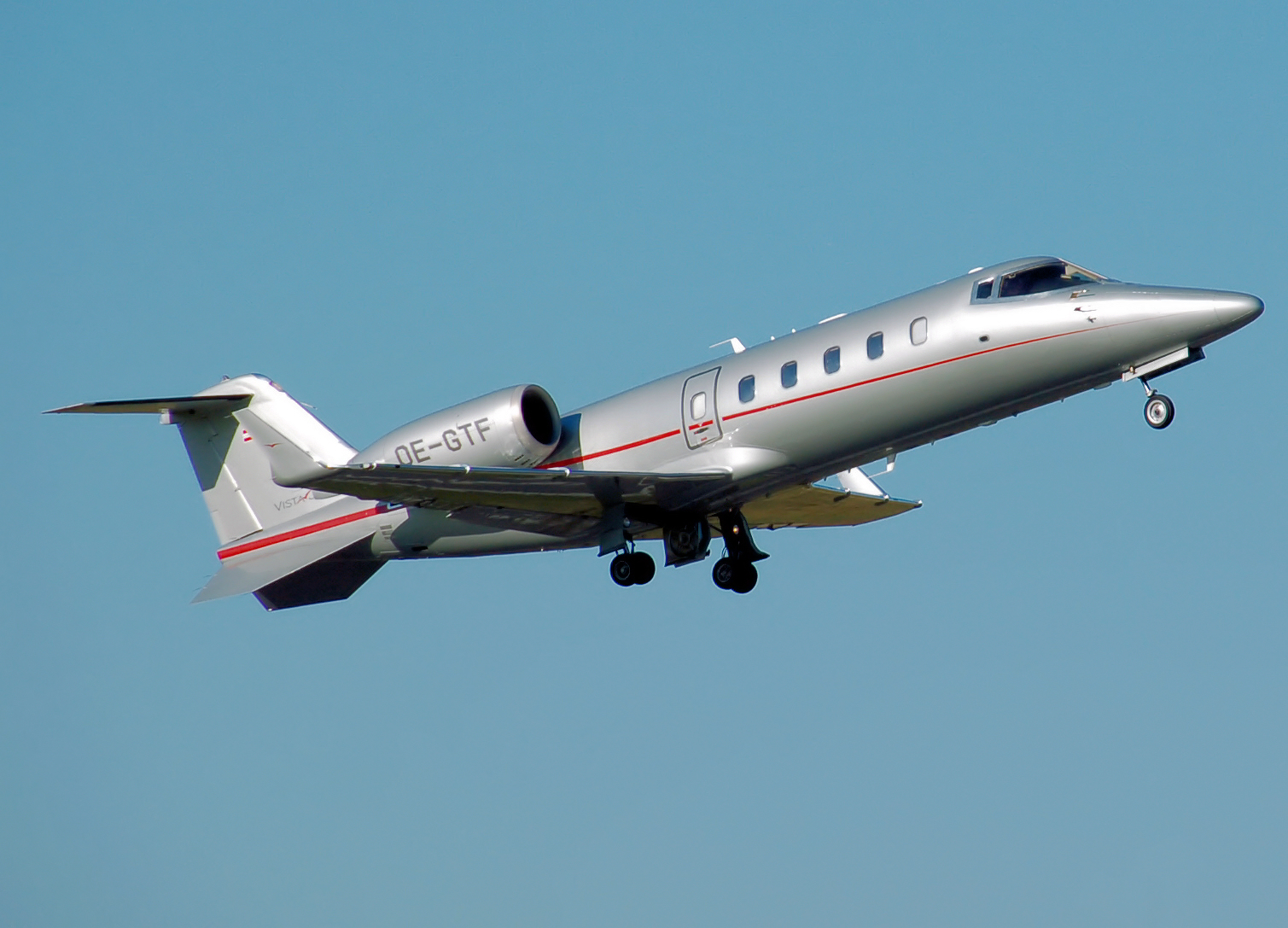
Bombardier Learjet 60

Een privé-, business- of zakenjet is een – in het algemeen – zeer luxueus, wat kleiner vliegtuig uitgerust met straalmotoren.
Het is een vliegtuig dat specifiek voor zakelijke- en privédoeleinden is bedoeld. Privéjets bestaan in alle soorten en maten, waaronder specifiek voor dit doel ontworpen vliegtuigen, maar ook bestaande passagierstoestellen die zijn omgebouwd voor privégebruik. Er zijn zelfs privéversies van de Airbus A340 en de Boeing 747. Veel privéjets zijn echter ontworpen voor minder dan 10 passagiers, en uitgerust met veel luxe en comfort.
De toestellen kunnen van een particuliere eigenaar zijn, maar zijn vaak eigendom van een bedrijf. Ook wordt gebruikgemaakt van deeleigenaarschap, waarbij meerdere partijen een deel van de kosten van het toestel delen (aanschaf, piloten, verzekering en onderhoud) en daarmee recht hebben op een deel van het gebruik ervan. Ook zijn er bedrijven die 'on-demandprivéjets' leveren, waarbij NetJets wereldwijd een van de grotere spelers is. Bij deze maatschappijen kan men privévluchten boeken op een route naar keuze, en op een tijd die de passagier uitkomt.
Deze voordelen hebben uiteraard als nadeel dat de prijs van het vliegen per privéjet vele malen hoger ligt dan die van het vliegen met een algemene luchtvaartmaatschappij. In een onderzoeksrapport uit 2021 wees de milieugroep Transport & Environment op de buitensporige ecologische voetafdruk van de superrijken die zich voor korte afstanden verplaatsen met privéjets.
Bekende fabrikanten van privéjets zijn Bombardier met zijn Learjet-serie, Cessna met zijn Citation-serie, Gulfstream Aerospace met de G-serie en Boeing Business Jets.